# 払い下げ
| ウィキペディアには「払い下げ」という見出しの百科事典記事はありません（タイトルに「払い下げ」を含むページの一覧/「払い下げ」で始まるページの一覧）。 代わりにウィクショナリーのページ「はらいさげ」が役に立つかもしれません。 |